# جاستن هربرت
جاستن هربرت (بالإنجليزية: Justin Herbert)‏ هو لاعب كرة قدم أمريكية أمريكي، ولد في 10 مارس 1998 في يوجين في الولايات المتحدة.